# Harry Todd

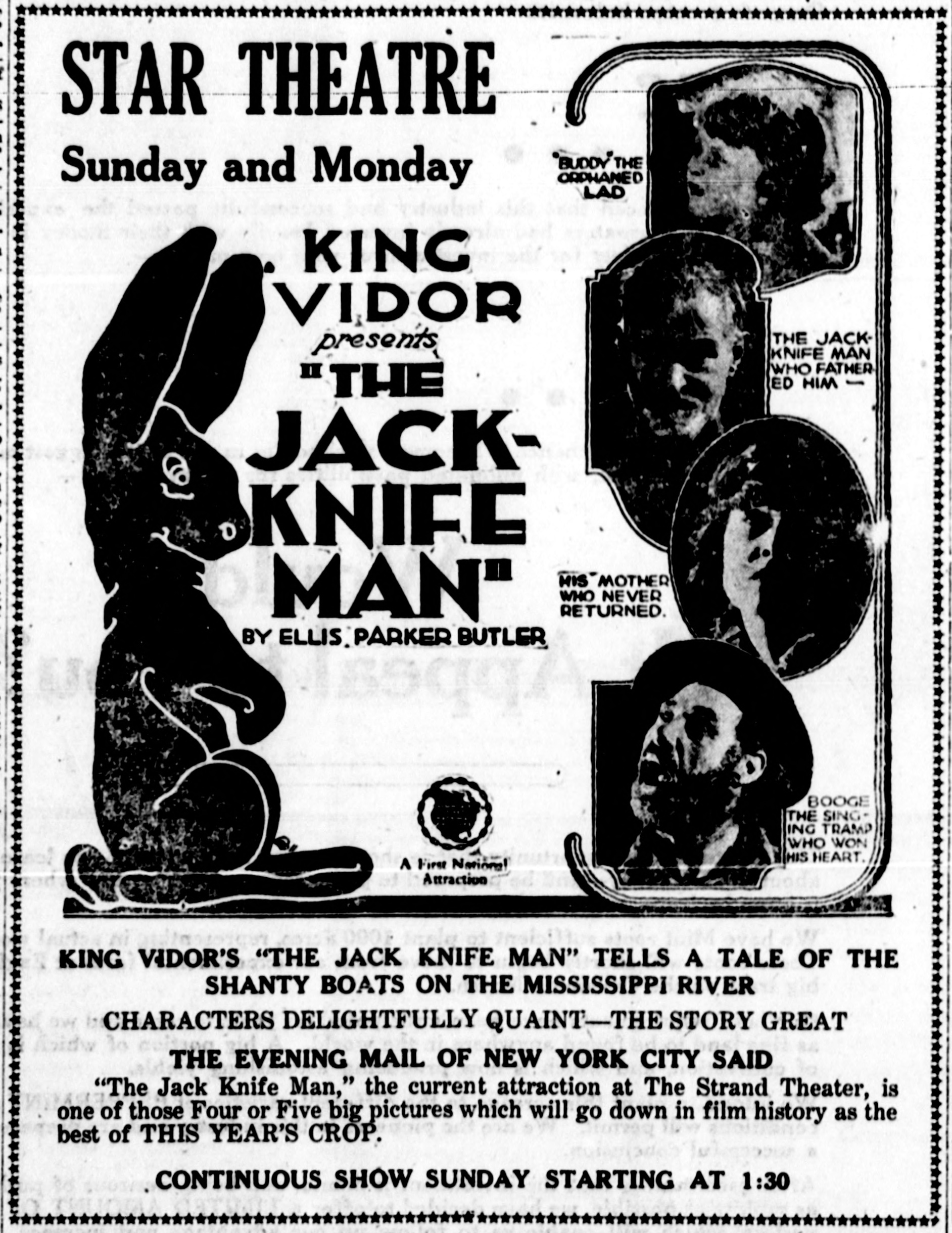
Harry Todd (unten rechts) auf einem Filmplakat zu The Jack-Knife Man (1920)

Harry Todd, geboren als John Nelson Todd (* 13. Dezember 1863 in Allegheny, Pennsylvania; † 15. Februar 1935 in Glendale, Kalifornien) war ein US-amerikanischer Schauspieler, bekannt für Komödien und Western von und mit Gilbert M. Anderson.

## Leben
Todd arbeitete ab 1909 für Essanay, meist unter der Regie von Gilbert M. Anderson in Komödien und Western. Neben Victor Potel, Augustus Carney (bis zu dessen Fortgang zu Universal Studios) und seiner späteren Frau Margaret Joslin spielte er von 1911 bis 1917 76 Mal den Charakter Mustang Pete in den Snakeville-Westernkomödien. 
In den nächsten Jahren spielte er für verschiedene Filmgesellschaften Nebenrollen in Filmen aller Genres, doch meist in B-Western. Er hatte Auftritte in einigen von Harold Lloyds Lonesome-Luke-Filmen und unter Hal Roach in den Toto-Filmen Armado Novellos. Zu den Regisseuren, die Todd in den 1920er Jahren einsetzten, gehörten John Ince, King Vidor, W. S. Van Dyke, John Ford, Michael Curtiz und Lionel Barrymore und vor allem Richard Thorpe und Edward Sedgwick. Allmählich wurden Todds Rollen kleiner und bei den meisten seiner Filme in den 1930ern wurde er nicht mehr im Abspann aufgeführt. Im Laufe seiner Karriere wirkte Todd in über 400 Filmproduktionen mit.

## Filmografie (Auswahl)
- 1910: The Bearded Bandit (Kurzfilm)
- 1911: Across the Plains (Kurzfilm)
- 1911: Town Hall, Tonight (Kurzfilm)
- 1911: Alkali Ike’s Auto (Kurzfilm)
- 1914: Sophie’s Legacy (Kurzfilm)
- 1916: Luke and the Mermaids (Kurzfilm)
- 1916: Luke’s Movie Muddle (Kurzfilm)
- 1919: Eine Zwangsehe (Please Get Married)
- 1920: The Jack-Knife Man – Das Findelkind (The Jack-Knife Man)
- 1921: Play Square
- 1921: The Sky Pilot
- 1922: Der Klub der Unterirdischen (Penrod)
- 1923: Banditenrache (Three Jumps Ahead)
- 1923: Der steinige Weg (Barefoot Boy)
- 1926: Wer niemals einen Kuß geküsst (Chip of the Flying U)
- 1926: Der Todesritt vom Little Bighorn (The Flaming Frontier)
- 1926: König der Cowboys (The Buckaroo Kid)
- 1926: Sensation im Zirkus (The Third Degree)
- 1927: Der Held von Fort Runson (The Bugle Call)
- 1928: Der fliegende Cowboy (The Flyin’ Cowboy)
- 1928: Der Friedensrichter von Jacksonville (The Rawhide Kid)
- 1930: Der Heldenritt im wilden Westen (Lucky Larkin)
- 1931: The Miracle Woman
- 1931: Ten Cents a Dance
- 1932: Sehnsucht ohne Ende (Forbidden)
- 1932: Vier Fäuste wie ein Donnerschlag (The Fighting Fool)
- 1932: Der Tag, an dem die Bank gestürmt wurde (American Madness)
- 1934: Es geschah in einer Nacht (It Happened One Night)
- 1934: Broadway Bill
- 1935: Fräulein Wirbelwind (Vagabond Lady)
- 1935: Luxusmädel (Lottery Lover)
- 1935: Law Beyond the Range